# Liebling Kreuzberg
Liebling Kreuzberg ist eine Fernsehserie der ARD, die in fünf Staffeln mit insgesamt 58 Folgen erstmals von 1986 bis 1998 gesendet wurde.
Die Drehbücher der Staffeln eins bis drei und fünf stammen von Jurek Becker, der seinem Freund Manfred Krug die Rolle des eigenwilligen Berliner Anwalts Robert Liebling auf den Leib schrieb. Die der vierten Staffel wurden von Ulrich Plenzdorf verfasst. Regie führten Heinz Schirk (erste Staffel), Werner Masten (zweite bis vierte Staffel) und Vera Loebner (fünfte Staffel). Die Serie wurde vom SFB, NDR und WDR produziert. Die Musik der ersten Staffel stammt von Hans-Martin Majewski, in den späteren Staffeln von Klaus Doldinger.

## Inhalt und Figuren
Die namensgebende Hauptfigur Robert Liebling (* 12. Juni 1939) ist ein Rechtsanwalt und Notar, der seine Kanzlei im Berliner Bezirk Kreuzberg hat. Er trägt in den ersten vier Staffeln einen Dreitagebart, einen Anglerhut, fährt Motorrad (zuerst eine Honda, dann eine BMW) und Cabrios, in der vierten Staffel einen Mercedes-Benz Baureihe 124, in der fünften Staffel dann einen Mercedes-Benz W111, raucht Zigarren und konsumiert in großen Mengen Götterspeise, die ihm seine Sekretärinnen Paula (Corinna Genest) und Senta (Anja Franke) stets bereithalten müssen. Mitunter hat Liebling mehrere Freundinnen gleichzeitig, was nicht selten zu Schwierigkeiten führt. Während er selbst solche Dinge ziemlich locker nimmt, reagiert er mit Eifersucht, wenn eine seiner Liebschaften in die Nähe der Untreue rückt.
Liebling nimmt prinzipiell nur Fälle an, die ihn interessieren. In der ersten Folge der ersten Staffel erklärt er, dass er ein von seinem Vater ererbtes Immobiliengeschäft verkauft hat und nun in seiner Eigenschaft als Notar alle daraus entstehenden Kaufverträge beurkundet. Dies sichert ihm eine gewisse finanzielle Unabhängigkeit, so dass er es sich leisten kann, Arbeit möglichst zu umgehen. Viel lieber geht er tagsüber an der Spree spazieren oder schläft in seinem Büro. Von der dennoch anfallenden Arbeit delegiert Liebling möglichst viel an seine Sozii. In den ersten drei Staffeln ist dies Michael Kausch in der Rolle des aus Sindelfingen stammenden Dr. Giselmund Arnold, der zuvor zwei Jahre in Stuttgart gearbeitet hat, in der fünften Staffel Stefan Reck als Dr. Bruno Pelzer. Sie sind idealistischer, gleichzeitig aber auch konventioneller und insofern als Antagonisten des pragmatischen, aber eigenwilligen Liebling angelegt. Nicht zuletzt aus diesem Gegensatz resultiert ein Großteil des Dialogwitzes der Serie. Der Widerspruch ist indes häufig nur ein scheinbarer, weil Liebling auch selbst idealistische Züge hat. In der vierten Staffel wird Liebling selbst Partner in der Kanzlei von Isolde „Issi“ Isenthal, die von Jenny Gröllmann verkörpert wird. Zwischen ihr und Liebling kommt es häufiger zu Gesprächen über das unterschiedliche Rechtsverständnis der beiden deutschen Staaten und Probleme der Nachwendezeit.
Die einzelnen Episoden behandeln meist kleinere Rechtsstreitigkeiten, die den Laien häufig mit unerwarteten Rechtstatbeständen konfrontieren. Im parallelen Handlungsstrang sind Lieblings Freundinnen ein tragendes Thema. In den frühen Folgen wechseln die Beziehungen meist rasch, während in späteren Episoden die Spannung durch den beruflichen oder privaten Hintergrund der Frauen entsteht. In der ersten Staffel sind die Liebschaften Dodo (gespielt von Almut Eggert) und Anna Linder (Claudia Amm). Außerdem geht es um die Beziehung zur Exfrau Erika (Brigitte Grothum), deren neuer Freund ein Buchhändler aus Rottweil ist, sowie zur Tochter Sarah (Roswitha Schreiner). In der zweiten Staffel hat Liebling ein Verhältnis mit Lilly (Karin Eickelbaum), in der zweiten und dritten mit der Staatsanwältin Rosemarie Monk (gespielt von Diana Körner). In der vierten Staffel ist Lena Lewandowsky (Isa Jank) Lieblings Freundin, in der fünften Staffel lange Zeit die verheiratete Lola Kornhaus (Monika Woytowicz) und zum Schluss Miriam Breslauer (Johanna Liebeneiner). Eine weitere wichtige Rolle in der privaten Rahmenhandlung spielt seine chaotische und chronisch geldknappe Tochter Sarah, die in der letzten Staffel – zunächst im Geheimen – die Freundin von Lieblings Sozius Dr. Bruno Pelzer wird. Der Drehbuch-Autor Jurek Becker hat einen Cameo-Auftritt als Ex-Mann von Rosemarie Monk. Auch die familiären Hintergründe von Lieblings Sozii werden genauer beleuchtet: So werden in den ersten drei Staffeln die Eheprobleme von Giselmund Arnold thematisiert und in der vierten Staffel die Wehrdienstverweigerung von Isenthals Sohn Axel. Günter Schubert und Jörg Gudzuhn spielten in Staffel vier zwei ehemalige Flüchtlinge aus der DDR, die ihren Cadillac nach einem Unfall auszulösen versuchen und nach Kanada wollen. Um das Geld zusammenzubekommen, helfen sie in der Kanzlei als Hausmeister aus. Als Running Gag der fünften Staffel bellt Liebling mehrfach den Setter einer Nachbarin an, woraufhin diese jedes Mal bemerkt: „Was es doch für dämliche Menschen gibt.“

## Nebendarsteller
| Darsteller                                    | Rolle                                                | Bemerkungen                                           |
| --------------------------------------------- | ---------------------------------------------------- | ----------------------------------------------------- |
| Freundinnen und Geliebte von Robert Liebling: |                                                      |                                                       |
| Almut Eggert                                  | Dodo                                                 | Staffel 1                                             |
| Claudia Amm                                   | Anna Lindner                                         | Staffel 1                                             |
| Karin Eickelbaum                              | Lilly                                                | Staffel 2                                             |
| Diana Körner                                  | Rosemarie Monk                                       | Staatsanwältin, Staffel 2–4                           |
| Martina Gedeck                                | Ria Hegenbach                                        | Mandantin, später Referendarin, Staffel 3–4           |
| Iris Berben                                   | Nora Schill                                          | Staffel 3                                             |
| Isa Jank                                      | Lena Lewandowsky                                     | Staffel 4                                             |
| Monika Woytowicz                              | Lola Kornhaus                                        | Staffel 5                                             |
| Johanna Liebeneiner                           | Miriam Breslauer                                     | Staffel 5                                             |
| Familienmitglieder der Hauptfiguren:          |                                                      |                                                       |
| Brigitte Grothum                              | Erika Liebling                                       | Exfrau von Liebling und Mutter von Sarah, Staffel 1–2 |
| Karin Hardt                                   | Elfriede Liebling                                    | Mutter von Robert Liebling, Staffel 2                 |
| Christel Harthaus                             | Luise Arnold                                         | Frau von G. Arnold, Staffel 1–2                       |
| Liesa Schober und Nico Siewert                | Barbara und Axel Isenthal                            | Isenthals Kinder, Staffel 4                           |
| Anwälte, Staatsanwälte und Richter:           |                                                      |                                                       |
| Peter Schiff                                  | Dr. Arthur Wolter                                    | Rechtsanwalt, Freund von Liebling, Staffel 1–5        |
| Friedrich-Karl Praetorius                     | Herr Wittlich                                        | Referendar, Staffel 2                                 |
| Bodo Wolf                                     | Staatsanwalt Fricke/Ingverding                       | Staffel 2–5                                           |
| Andreas Grothusen                             | Staatsanwalt Humpe/Hainbucher                        | Staffel 2–5                                           |
| Heinz Rabe                                    | Richter Griesbach                                    | Staffel 1–3                                           |
| Barbara Morawiecz                             | Richterin Böhm/Schnake                               | Staffel 2–4                                           |
| Imke Barnstedt                                | Richterin                                            | Staffel 2–5                                           |
| Gunter Schoß                                  | Richter                                              | Staffel 4                                             |
| Hans Nitschke                                 | Justizbeamter                                        | Staffel 1–5                                           |
| sonstige wiederkehrende Figuren:              |                                                      |                                                       |
| Friedrich G. Beckhaus                         | Herr Grollmann                                       | Staffel 1–3                                           |
| Rolf Zacher                                   | Willy Gumpert, geb. Rodegast                         | Geldfälscher, Staffel 2–4                             |
| Regina Lemnitz                                | Frau Gumpert                                         | Staffel 2–4                                           |
| Jörg Gudzuhn und Günter Schubert              | „Cowboys“                                            | Staffel 4                                             |
| Joachim Kemmer                                | Bauunternehmer Klinda                                | Staffel 4                                             |
| Götz Schubert                                 | ehemaliger Volkspolizist, später Privatdetektiv Jahn | Staffel 4                                             |
| Ursula Staack                                 | Frau Mangold, Lieblings Haushälterin                 | Staffel 5                                             |

## Hintergrund
Seit Mitte der 1980er Jahre wurden vermehrt Vorabendserien produziert, die in West-Berlin spielten, darunter auch Praxis Bülowbogen. Die Stadt war durch die Berlin-Förderung als Fernsehproduktionsort als Drehort attraktiv, außerdem bot sie ein besonderes soziales Biotop aus verschiedensten Milieus, das es in Westdeutschland nicht gab. Die seit 1984 einsetzende Konkurrenz durch RTL und Sat.1 brachte die öffentlich-rechtlichen Fernsehanstalten dazu, in der fiktionalen Unterhaltung stärker auf lokale und regionale Themen einzugehen, um so die Zuschauerbindung zu erhöhen. Die Handlung der Folgen basiert unter anderem auf realen Fällen des mit Jurek Becker befreundeten früheren RAF-Anwalts Nicolas Becker. Jurek Becker setzte nach der ersten Staffel den Wechsel des Regisseurs zu Werner Masten durch, da ihm die erste Staffel von Regisseur Heinz Schirk „zu lieblich, zu schön“ erschien. Gerade diese Staffel hatte aber in der Erstausstrahlung Einschaltquoten von bis zu 47 % erzielt. Schirk verabschiedete sich in der letzten von ihm verantworteten Szene in Folge 6 mit einem wortlosen Cameo-Auftritt als Handwerker. Manfred Krug und Michael Kausch hatten zuvor bereits zusammen in der Episode „Das Silvesterbaby“ der Fernsehserie Geschichten aus der Heimat gespielt.

## Zeitgeschichtliche Aspekte

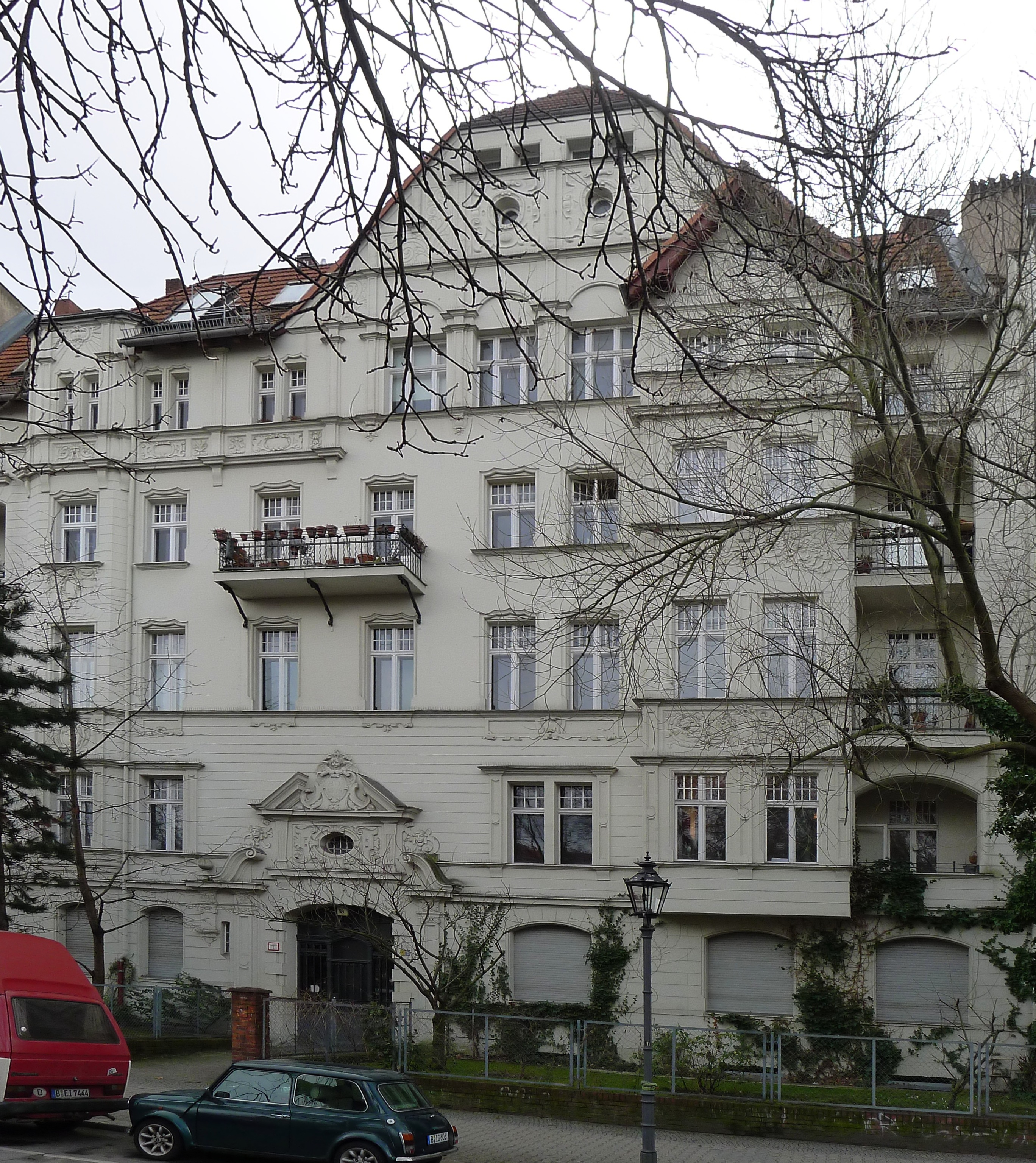
Drehort der Kanzlei, Planufer 94 (Kreuzberg)

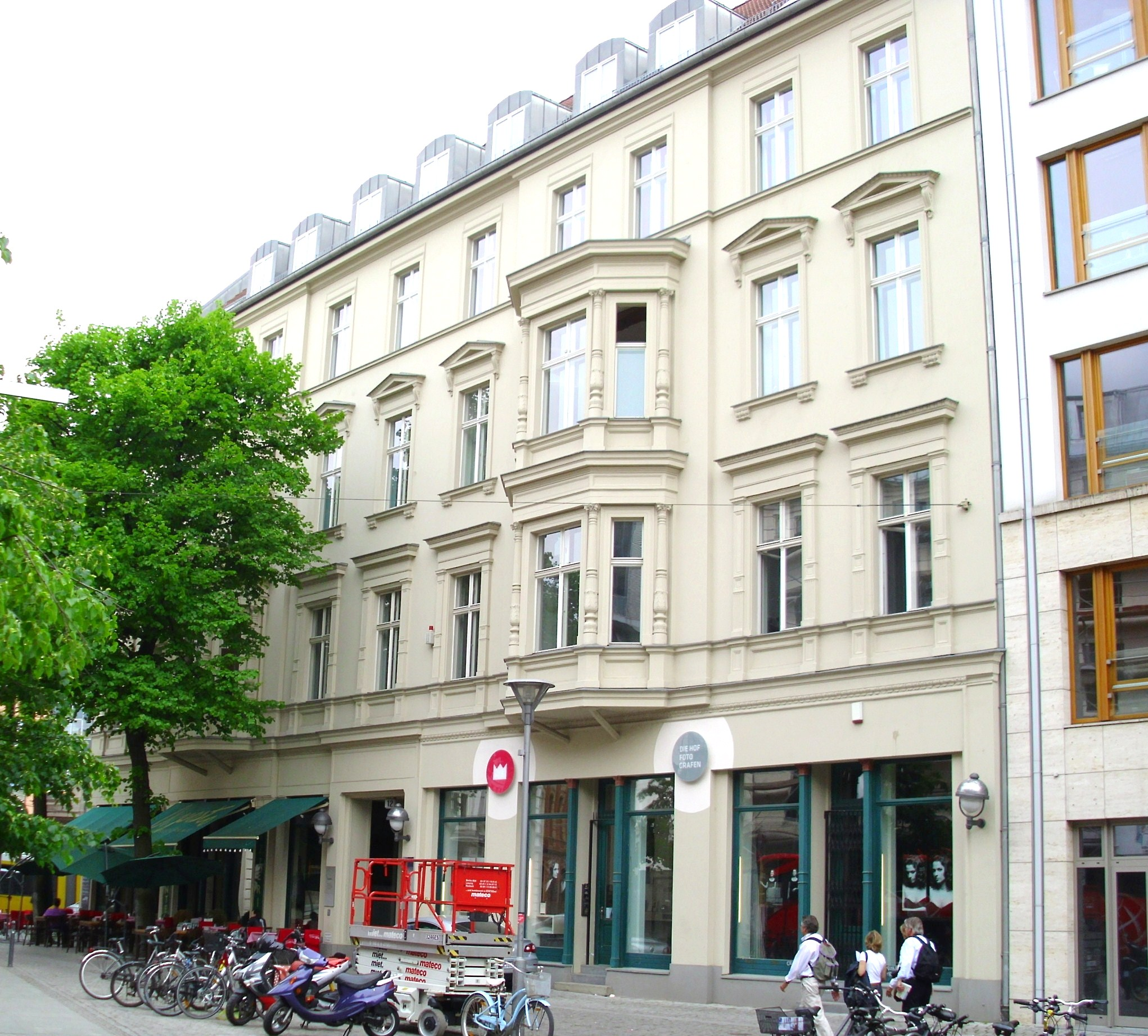
Drehort der Kanzlei, Monbijouplatz 12 (Mitte)

Liebling Kreuzberg wurde als Zeitdokument der geteilten und später wiedervereinigten Stadt Berlin gesehen. In den Staffeln eins bis drei (1985–1989) wird die Berliner Mauer zwar nicht direkt thematisiert; sie ist jedoch häufig im Bildhintergrund präsent. In der Folge Der Beschützer klopft Liebling an die Mauer und sagt zu Arnold: „Deutsche Wertarbeit“. Im Hintergrund ist die Kirche St. Michael zu sehen. In der Folge Der Retter steigt Arnold auf die Aussichtsplattform an der Luckauer Straße Ecke Waldemarstraße. Zudem wird von Zeit zu Zeit der Viermächtestatus in Berlin erwähnt, so z. B. in Bezug auf Strafen bei illegalem Waffenbesitz.

## Drehorte
In den Staffeln 1 bis 3 ist die Adresse von Lieblings Kanzlei Planufer 94 am Landwehrkanal. In der vierten Staffel (1994), deren Drehbücher von Ulrich Plenzdorf geschrieben wurden, wird der Schauplatz der Handlung in den Berliner Osten, insbesondere in die Stadtteile Berlin-Mitte (Filmkanzlei am Monbijouplatz 12; das Haus ist mittlerweile saniert) und Prenzlauer Berg verlegt, womit sich auch die Sujets der Rechtsfälle verändern. In der fünften Staffel (1997, Filmkanzlei Bevernstraße 4, Ecke Köpenicker Straße) tritt die Stadt als Thema zunehmend in den Hintergrund.

## Auszeichnungen
Jurek Becker erhielt für die Episode Taschenpfändung 1989 den DAV-Pressepreis Fernsehen des Deutschen Anwaltvereins. Heinz Schirk, Jurek Becker und Manfred Krug erhielten 1987 für die Episode Der Beschützer den Adolf-Grimme-Preis mit Gold und 1988 für die gesamte Serie den Adolf-Grimme-Preis mit Silber. 1995 bekam Ulrich Plenzdorf den Adolf-Grimme-Preis mit Bronze für die vierte Staffel.
Darüber hinaus wurde die Serie 1998 mit dem Telestar und 1990 mit dem Bayerischen Fernsehpreis ausgezeichnet. Überdies wurde die Filmmusik in der Begründung des Adolf-Grimme-Preises 2005 für Klaus Doldinger explizit gewürdigt.

## Staffeln, Episoden und Sendezeiten
Die ersten drei Staffeln wurden montags, die vierte und fünfte dienstags, jeweils um 20:15 Uhr im ersten Programm der ARD erstmals ausgestrahlt. Seitdem wurde die Serie mehrfach in den Dritten Programmen und auf arte wiederholt.

Vorspanntitel, Staffel 1 (1986)
Vorspanntitel, Staffel 2–3 (1988–1990)
Vorspanntitel, Staffel 4 (1994)
Vorspanntitel, Staffel 5 (1998)

1. Staffel (Erstausstrahlung 17. Februar – 24. März 1986)
| Folge | Titel               | Themen | Gastauftritt                                                                |
| ----- | ------------------- | --- | --------------------------------------------------------------------------- |
| 1     | Der neue Mann       | Liebling/Arnold: Unfallflucht unter Brüdern; Einbruchsdiebstahl durch schulpflichtigen Jungen                                                               | Karin Baal, Friedrich G. Beckhaus                                           |
| 2     | Ein dringender Fall | Liebling/Arnold: Geiselnahme in Supermarkt | Martin May, Christiane Maybach, Volker Brandt, Lutz Mackensy                |
| 3     | Der Beschützer      | Liebling/Arnold: Körperverletzung in türkischem Umfeld; Diebstahl journalistischen Materials bei Lieblings Freundin Anna durch Kollegin                     | Tayfun Bademsoy                                                             |
| 4     | Doppeleinsatz       | Liebling: Veruntreuung in einem Reisebüro; privat: Abschied von Malerin Dodo Arnold: Widerstand gegen Antritt der Freiheitsstrafe                           | Klaus Schwarzkopf, Manfred Lehmann                                          |
| 5     | Kleine Fische       | Liebling: Wechselseitiger Kohlendiebstahl unter Nachbarn; privat: Sarahs 16. Geburtstag, Abschied von Anna (Lieblings Alter: 47) Arnold: Wohnungsmaklerlohn | Wolfgang Spier, Margot Rothweiler, Vera Kluth, Ekkehard Fritsch, Tom Vogt   |
| 6     | Der Retter          | Liebling: Einsetzung als Testamentsvollstrecker durch Suizidentin Arnold: Aussageverweigerung durch Ehefrau eines Tankstellenräubers                        | Ute Christensen, Klaus Dahlen, Peter Kuiper, Ronald Nitschke, Dagmar Biener |

2. Staffel (Erstausstrahlung 22. Februar – 16. Mai 1988)
| Folge | Titel                   | Themen | Gastauftritt                                                                    |
| ----- | ----------------------- | --- | ------------------------------------------------------------------------------- |
| 1     | Taschenpfändung         | Liebling/Arnold: Taschenpfändung wegen Kindesunterhaltsansprüchen | Gerhard Olschewski, Lambert Hamel, Marina Krogull                               |
| 2     | Glück kommt, Glück geht | Liebling: Widerstand gegen Vollstreckungsbeamte durch den Vater eines verunglückten Kindes; privat: Lillys Abreise nach Rom Arnold: Rücktritt vom Verlöbnis                                                                  | Alexander Radszun, Ralf Wolter, Dieter Kursawe                                  |
| 3     | Die Staatsanwältin      | Liebling: Inverkehrbringen von Falschgeld; privat: Staatsanwältin Monk Arnold: Ablehnung eines Falles fahrlässiger Tötung im Straßenverkehr; privat: Ehestreit                                                               | Peter Seum, Werner Kreindl                                                      |
| 4     | Der Besuch              | Liebling: Identitätsmissbrauch und Kreditbetrug; privat: Besuch von Mutter Elfriede Arnold: Kleptomanie einer Krankenschwester                                                                                               | Christoph Hofrichter, Joachim Pukaß                                             |
| 5     | Die Abkassierer         | Liebling: Vereinbarung über das Absitzen einer Freiheitsstrafe Arnold: Fluchthilfevertrag | Tilo Prückner, Wolf-Dietrich Sprenger, Hans Georg Panczak                       |
| 6     | Teilerfolg              | Liebling: Totschlag wegen ärztlichen Kunstfehlers Arnold: Pfand zur Sicherung des Dirnenlohns | Helmut Pick, Wilfried Herbst, Andreas Mannkopff, Gerhard Wollner, Mona Seefried |
| 7     | Zweimal Entlassung      | Liebling: Kündigung wegen beabsichtigter Betriebsratsgründung; Festanstellung von Senta Arnold: Hafturlaub aus familiären Gründen (Gumpert 1)                                                                                | Diether Krebs, Winfried Glatzeder, Rolf Zacher                                  |
| 8     | Hausbesuche             | Liebling/Wittlich: Hausdurchsuchung wegen Hehlereiverdachts Arnold: Unerlaubter Waffenbesitz nach Berliner Besatzungsrecht                                                                                                   | Dietrich Mattausch, Irm Hermann, Walo Lüönd                                     |
| 9     | Das eigene Geld         | Liebling: Zugewinnausgleich bei Vermögen aus Steuerhinterziehung Arnold/Wittlich: Gebrechlichkeitspflegschaft | Gerda Gmelin, Hartmut Becker, Christine Wodetzky                                |
| 10    | Rom und zurück          | Liebling: Rückkehr eines langjährig per Haftbefehl gesuchten Räubers aus Italien (Haftverschonung 1); privat: Besuch bei Lilly Arnold/Wittlich: Einstweilige Verfügung gegen Wohnungsräumung                                 | Klaus Wennemann, Wolf-Dietrich Berg, Ulli Kinalzik                              |
| 11    | Alles auf Bewährung     | Liebling: anwaltliche Kleiderordnung; Haftverschonung (2) Arnold: Busentführung mit Scheinwaffe als Rauschtat | Maximilian Wigger, Ulli Kinalzik                                                |
| 12    | Die Fehler der anderen  | Liebling: Nothilfe eines Lehrers gegen ausländerfeindliche Gewalt; Referendarzeugnis Arnold: Brandstiftung in Mietshaus | Herbert Stass, Dieter Pfaff, Hans-Joachim Grubel                                |
| 13    | Ehrengericht            | Liebling: Ehrengerichtsverfahren gegen Verteidiger, veranlasst von Staatsanwalt Arnold: ALG-Sperre gegen Moslem wegen Verweigerung von Schlachthofarbeit beide: unzulässige Forderung eines Vermieters für Vertragsabschluss | Peter Matic, Hermann Treusch, Kostas Papanastasiou                              |

3. Staffel (Erstausstrahlung 5. März – 23. April 1990)
| Folge | Titel                               | Themen | Gastauftritt                                        |
| ----- | ----------------------------------- | --- | --------------------------------------------------- |
| 1     | Ein Bruch nach dem anderen          | Liebling: Einbruch in eigener Kanzlei (Lieblings Alter: 52) Arnold: Versuchter Einbruchdiebstahl und Schmerzensgeld wegen Notwehrexzesses                                                         | Martin Semmelrogge, Georg Tryphon                   |
| 2     | Blumen für den Rechtsanwalt         | Liebling: Fahren ohne Fahrerlaubnis nach sexueller Belästigung durch Fahrlehrer Arnold: Rückführung einer gestohlenen Uhr                                                                         | Rüdiger Weigang                                     |
| 3     | Selbsthilfe                         | Liebling: Körperverletzung nach Zechprellerei; Belästigung einer Kellnerin (Ria) durch eingeschriebene Briefe Arnold: Kassiber eines Häftlings; privat: Rückkehr von Frau und Kind nach Stuttgart | Martina Gedeck, Wolf-Dietrich Sprenger              |
| 4     | Ausnahmsweise umsonst               | Liebling: Korruption in Ausländerbehörde Arnold: Heiratsschwindel | Jurek Becker                                        |
| 5     | Die Freiheit der Kunst              | Liebling: fingierter Raubüberfall; privat: Monks 40. Geburtstag Arnold: Arbeitsverweigerung eines Schauspielers vor Bühnenschiedsgericht                                                          | Eberhard Feik, Dieter Landuris                      |
| 6     | Anwälte unter sich                  | Liebling: Entschädigung für Schwarzbau (1); privat: Trennung von Monk Arnold: Galerievertrag; Waffenschmuggel ins Gefängnis                                                                       | Jochen Kolenda, Christian Brückner, Jürgen Kluckert |
| 7     | Die Tochter der Freundin des Vaters | Liebling: Entschädigung für Schwarzbau (2); Körperverletzung nach sexuellem Übergriff auf Freundin; privat: Millionärin Nora Arnold: Geldfälschung und Strafklageverbrauch (Gumpert 2)            | Iris Berben, Rolf Zacher, Regina Lemnitz            |
| 8     | Jede Menge Abschied                 | Liebling: notarielle Untreue (Wolter) und richterliche Befangenheit Arnold: böse Nachbarin | Iris Berben, Frank Zander                           |

4. Staffel (Erstausstrahlung 4. Januar – 5. April 1994)
| Folge | Titel                         | Themen | Gastauftritt                                          |
| ----- | ----------------------------- | --- | ----------------------------------------------------- |
| 1     | Einmal Anwalt – immer Anwalt  | Liebling: Berufung gegen DDR-Urteil wegen Mordes; privat: Spielerin Lena Isenthal/Liebling: wechselseitige sexuelle Übergriffe in der Ehe (1)                                  |                                                       |
| 2     | Berlin ist ein Dorf           | Liebling: Gemälde als Honorar; Unfallflucht eines afrikanischen Taxifahrers Isenthal: Nachbarschaftsstreit beide: wechselseitige sexuelle Übergriffe in der Ehe (2)            |                                                       |
| 3     | Rote Ohren                    | Liebling: Verstrickungsbruch durch Polizisten (Jahn) Isenthal: Landfriedensbruch durch Verfassungsschutzmitarbeiter                                                            | Martina Gedeck, Diana Körner, Götz Schubert           |
| 4     | Lernet, ihr Richter auf Erden | Liebling: Räuberische Erpressung einer Prostituierten durch einen Vietnamesen (1) Isenthal: Erpressung und Pfandkehr durch die „Cowboys“ (1)                                   | Jörg Gudzuhn, Günter Schubert, Amorn Surangkanjanajai |
| 5     | Des Menschen Wille            | Liebling: Räuberische Erpressung einer Prostituierten durch einen Vietnamesen (2); privat: Enkel Robert Isenthal: Erpressung und Pfandkehr (2); Fahnenflucht von Sohn Axel (1) | Amorn Surangkanjanajai                                |
| 6     | Speckkartoffeln mit Pflaumen  | Liebling: Misshandlung eines DDR-Zöllners durch einen DDR-Kriminalpolizisten Isenthal: Notwehrexzess einer Frau gegen Neonazi                                                  | Claudia Michelsen, Walter Plathe                      |
| 7     | Widerstand und so weiter      | Liebling: Fahnenflucht (2) und BtM-Besitz; Ria als Referendarin Isenthal: Körperverletzung eines Rikscha-Fahrers                                                               | Peter Matic, Karin Gregorek                           |
| 8     | Spatz in der Hand             | Liebling: ärztlicher Kunstfehler bei behindertem Kind (Gumpert 3) Isenthal: unzulässige Forderung für Abschluss eines Mietvertrags und Zeugenbeweis                            | Jörg Schüttauf                                        |
| 9     | Wer schmeißt denn da mit Lehm | Liebling: Unfallflucht durch Lena und Schuldunfähigkeit; Vertrag mit Lena; Ria: Betrug Isenthal: Widerstand gegen Vollstreckungsbeamte durch Kameramann                        | Jaecki Schwarz, Florian Martens                       |
| 10    | Kein bißchen schwanger        | Liebling: Vaterschaftsfeststellung; Nachbarschaftsstreit (Ende) Isenthal: Kündigung eines in Ost-Betrieb arbeitenden West-Berliners                                            |                                                       |
| 11    | Ein bißchen Gewalt            | Liebling: Scheidungssache (Gumpert 4) Isenthal: Körperverletzung durch DDR-Polizisten; privat: Wiedersehen mit Ehemann                                                         | Klaus-Jürgen Steinmann                                |
| 12    | Ladendiebstahl lohnt sich     | Liebling: Ladendiebstahl durch Lena; die „Cowboys“ in Belgien Isenthal: jugendlicher Skinhead                                                                                  | Manfred Lehmann, Florian Lukas                        |
| 13    | Weiche Landung                | Liebling: Körperverletzung im Straßenverkehr durch Isenthal | Jürgen Holtz, Stefan Krause                           |

5. Staffel (Erstausstrahlung 7. Oktober 1997 – 17. März 1998)
| Folge | Titel                    | Themen | Gastauftritt                                                                            |
| ----- | ------------------------ | --- | --------------------------------------------------------------------------------------- |
| 1     | Lieblings neues Glück    | Liebling: Brandstiftung durch Minderjährige; Ladendieb als Bewährungsversager Pelzer: ungewollte Warenbestellungen durch Verwandten                                             | Henry Arnold, Angelika Milster, Heinz Rennhack                                          |
| 2     | Unter uns Machos         | Liebling: Raub von Schwarzgeld; privat: Pelzers Freundin Nelli Pelzer: Eheprobleme durch Stasi-IM-Bericht                                                                       | Joachim Paul Assböck, Gerd Baltus, Barbara Dittus, Christine Neubauer, Peter Sattmann   |
| 3     | Der Verbieter            | Liebling: Zwangshaft zur Herausgabe eines Kindes an Jugendamt; privat: Herzrhythmusstörungen Pelzer: verstecktes Geld in veräußertem Möbelstück                                 | Diether Krebs, Maja Maranow, Michael Roll                                               |
| 4     | Wissen ist Macht         | Liebling: nichteheliche Vaterschaft und schweizerisches Erbrecht Pelzer: Asyl für österreichischen Neonazi                                                                      | Rudolf Bissegger                                                                        |
| 5     | Der Bauch eines Richters | Liebling: Straßenraub und Sprungrevision; privat: Begegnung mit Lolas Mann Pelzer: Unterhalt für 29-jährige Tochter                                                             | Claudia Schmutzler, Michael Trischan, Klaus Guth                                        |
| 6     | Schmerzensgeld           | Liebling: unerlaubte Veröffentlichung von Nacktfotos (APR) Pelzer: Arbeitsunfall bei Schwarzarbeit                                                                              | Thomas Hackenberg, Christian Goebel, Joachim Hermann Luger, Dana Golombek, Regina Beyer |
| 7     | Ausländersachen          | Liebling: Brandstiftung durch türkischen Kioskbesitzer Pelzer: Abstammung aufgrund falscher Papiere bei Aussiedlern; privat: Begegnung mit Sarah                                | Ursula Karusseit, Isabelle von Siebenthal, Victor Schefé                                |
| 8     | Paradies mit Folgen      | Liebling: Waffen als Entgelt; Eheschließung nach afrikanischem Stammesrecht Pelzer: unbemerkter Konsum von Alkohol wegen Geschmacksverlusts                                     | Gerd Anthoff, Karin Düwel, Franziska Troegner                                           |
| 9     | Eine nette Intrige       | Liebling: ärztlicher Eingriff ohne Einwilligung; privat: Geburtstagsfeier Pelzer: Körperverletzung mit Dienstwaffe unter Alkohol                                                | Roman Knižka, Gerhard Olschewski, Gila von Weitershausen                                |
| 10    | Der Krawattenmann        | Liebling: Einsperren eines Einbrechers; privat: Abreise von Lola in die USA, Fliege statt Krawatte Pelzer: Hausdurchsuchung und BtM-Besitz                                      | Jörg Schüttauf                                                                          |
| 11    | Die Sache Anja Clemens   | Liebling: Körperverletzung an irrtümlich eingedrungenem Gerichtsvollzieher Pelzer: Korruption in der Gewerbeaufsicht                                                            | Andreas Grothusen, Renate Krößner                                                       |
| 12    | Paula, komm wieder       | Liebling: medizinische Behandlung ohne Approbation Pelzer: Notwehrexzess gegen Neonazi und befangener Staatsanwalt                                                              | Birgit Doll, Renate Krößner, Michael Lesch                                              |
| 13    | Besorgte Väter           | Liebling: Erschleichen von Wohnungszutritt durch Antiquitätenhändler; privat: Abschied von Friseurin Anja Pelzer: väterliche Strafanzeige gegen Freund des homosexuellen Sohnes | Renate Krößner, Bodo Wolf                                                               |
| 14    | Teure Zeugen             | Liebling: Vortäuschen einer versuchten Anstiftung zum Mord Pelzer: erkaufte Zeugenaussage                                                                                       | Rufus Beck, Nina Hoger, Doris Kunstmann, Erwin Steinhauer                               |
| 15    | Der Killer               | Liebling: Körperverletzung, von Presse als Mord dargestellt; privat: Abschied von Lola Pelzer: Notwehr gegen Bedrohung durch Rentner in Nachbarschaft                           | Ferdinand Dux, Veit Stübner, Adelheid Kleineidam                                        |
| 16    | Hirngespinste            | Liebling: Betrug durch Anwalt bei Vermögensrückübertragung Pelzer: Kindesmisshandlung durch Vater                                                                               | Michael Lesch, Saskia Valencia                                                          |
| 17    | Schwer verdientes Geld   | Liebling: Pfändung bei Restaurantinhaber; privat: Rückenschmerzen, Miriam Pelzer: Vertrag über Nichtanzeige des Einbruchs in eigener Wohnung                                    | Uwe Steimle                                                                             |
| 18    | Der einzige Ehrliche     | Liebling: illegaler Gaststättenbetrieb durch Aussiedler Pelzer: Veruntreuung durch Anwalt; privat: keine Ehe mit Sarah                                                          | Billie Zöckler                                                                          |

## DVDs
1. Staffel
- Liebling Kreuzberg, 1. Staffel (2 DVDs, ET: 26. September 2007, ARD Video)

2. Staffel
- Liebling Kreuzberg, 2. Staffel (4 DVDs, ET: 26. März 2008, ARD Video)

3. Staffel
- Liebling Kreuzberg, 3. Staffel (3 DVDs, ET: 25. Februar 2009, ARD Video)

4. Staffel
- Liebling Kreuzberg, 4. Staffel (4 DVDs, ET: 12. August 2010, ARD Video)

5. Staffel
- Liebling Kreuzberg, 5. Staffel, Folgen 1–9 (3 DVDs, ET: 25. August 2006, Sony BMG/Pixis Medien)
- Liebling Kreuzberg, 5. Staffel, Folgen 10–18 (3 DVDs, ET: 10. November 2006, Sony BMG/Pixis Medien)

## Spielfilm 2024Kanzlei Liebling Kreuzberg
Unter dem Titel Kanzlei Liebling Kreuzberg hat die ARD einen Nachfolgefernsehfilm gedreht, der am 27. September 2024 gesendet wurde. Von den ursprünglichen Hauptdarstellern spielen nur noch Anja Franke als Rechtsanwaltsgehilfin und Roswitha Schreiner als Mutter einer Anwältin, der Enkelin von Robert Liebling, mit.

## Radio-Reportage
- K wie Krug, K wie Kreuzbergs Liebling, Gespräch mit Manfred Krug, RIAS 1987

## Bücher
Aufgrund der Drehbücher erschienen zu den Staffeln eins bis drei von Alexander Rentsch bei Droemer Knaur drei begleitende Bände in Romanform. Drei Bände zur vierten Staffel sind von Ulrich Plenzdorf unter dem Titel Liebling, Prenzlauer Berg im Aufbau-Verlag erschienen. Zur fünften Staffel liegen neun episodenweise begleitende Bände von Horst Friedrichs und Jurek Becker aus dem Ullstein-Verlag vor.